# サヴァソルダ
サヴァソルダまたはアブラハム・バル・キイアまたはアブラハム・ユダエウス（Savasorda、Abraham bar Hiyya Ha-Nasi、Abraham Judaeus、1070年 – 1136年頃）とは12世紀にバルセロナで活躍したユダヤ人の科学者である。当時すすんでいたアラブの科学の学術書をアラビア語からヘブライ語に翻訳し、西ヨーロッパに伝えるのに功績があった。
サヴァソルダは本名でなくアラビア語の官職名Sahib al-Shorta（Chief of the Guards.の意）の音訳であり、アブラハム・ユダエウスはラテン名である。
数学の分野では2次方程式の解法を伝えたことで有名である。天文学、数学、暦法などについて多くの著書がある。宗教に関する著書もある。
サヴァソルダはユダヤ＝アラビア語ではなく中性ヘブライ語によって科学書を著述した。チボリのプラト(Plato of Tivoli)による科学書のアラビア語からラテン語への翻訳に貢献した。
著書 Megillat ha-Megallehは占星術によってメシヤの到来の時を計算した。